# Graf WV A
Graf WV A is een graf uit het westelijke deel van de Vallei der Koningen. Het graf, mogelijk daterend uit de 18e dynastie, werd bezocht en beschreven door een aantal egyptologen:
- Robert Hay tussen 1825 en 1835 (ontdekking)
- Carl Richard Lepsius in 1844-1845
- Edward Russell Ayrton in 1905
- Emile Chassinat in 1905-1906
- Harry Burton in 1912
- Ernest Harold Jones in 1912

Het is onduidelijk voor wie het graf werd gebouwd.